# Cappella di San Martino (Assisi)

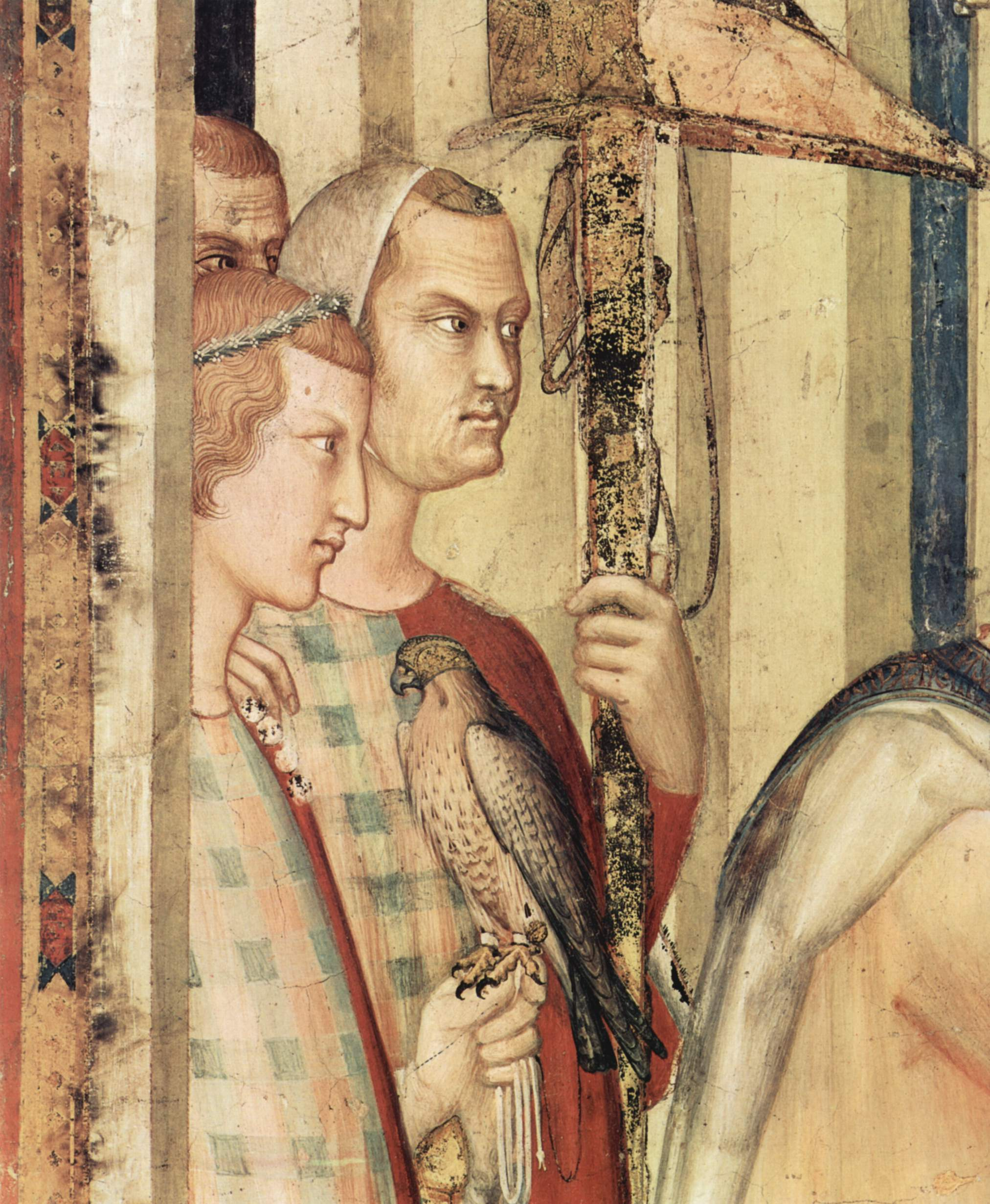
Simone Martini, dettaglio dallInvestitura di san Martino a cavaliere

La cappella di San Martino è la prima cappella a sinistra nella basilica inferiore di San Francesco d'Assisi. Voluta e finanziata dal cardinale Gentile Partino da Montefiore, fu interamente affrescata da Simone Martini nel 1313-1318. Il suo ciclo di affreschi è una delle opere più significative del maestro senese.

## Storia

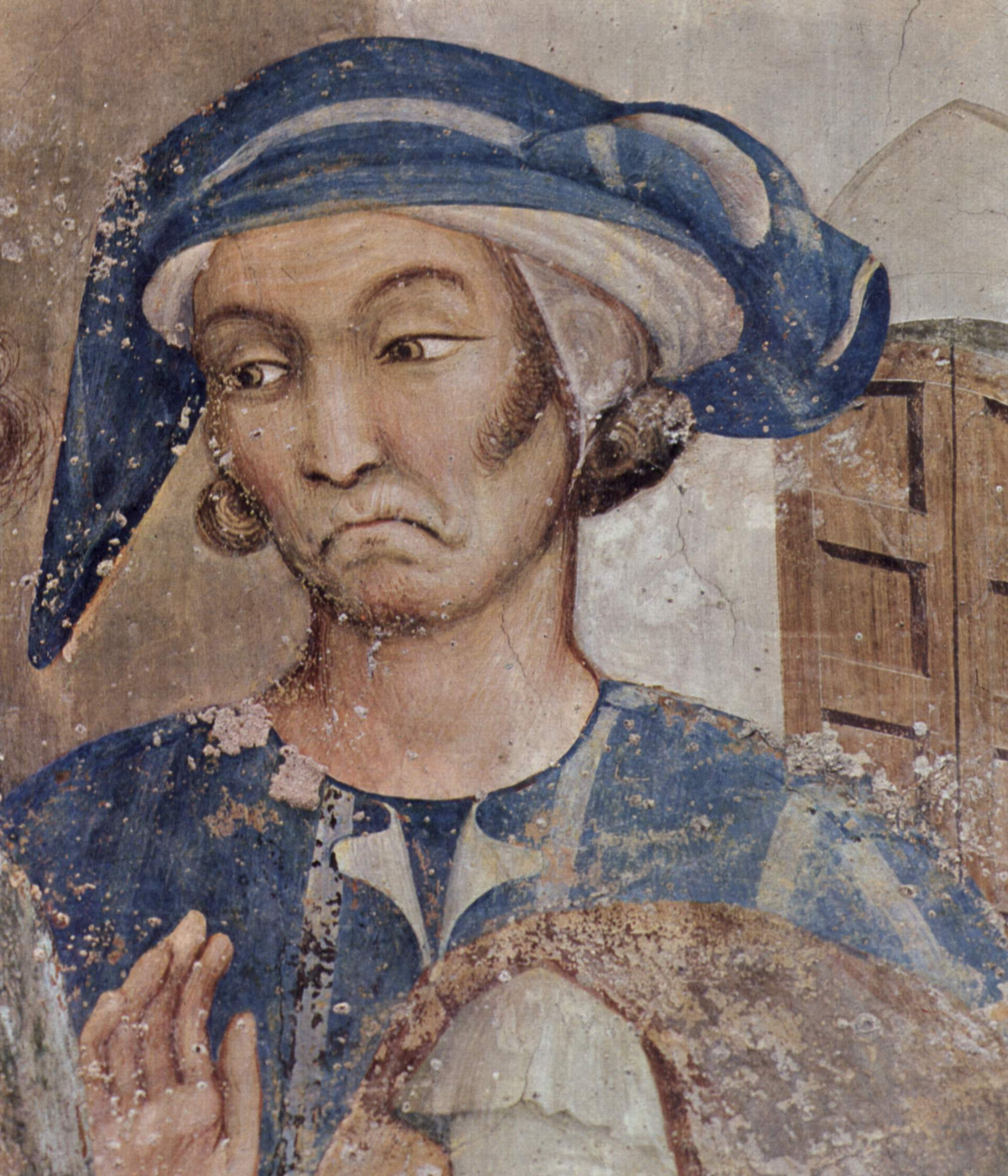
Resurrezione di un fanciullo, presunto autoritratto di Simone Martini

Gentile Partino da Montefiore era il cardinale della basilica dei Santi Silvestro e Martino ai Monti a Roma. Un documento del marzo 1312 testimonia lo stanziamento da parte del cardinale di 600 fiorini d'oro per costruire ed affrescare una cappella nella basilica inferiore di San Francesco. Nella primavera dello stesso anno il cardinale è documentato a Siena, in viaggio per Avignone in quanto incaricato di trasferire il tesoro pontificio presso la nuova sede francese. A Siena probabilmente si accordò con Simone Martini per l'affrescatura della cappella. Nell'ottobre dello stesso anno, il cardinale morì a Lucca, prima di raggiungere Avignone.
Simone Martini lavorò nella cappella in almeno tre fasi. Iniziò i lavori nel 1312-1313, lasciando sospesa la Maestà del Palazzo Pubblico di Siena a cui stava lavorando. In questa prima fase realizzò ad Assisi i disegni per le vetrate e forse iniziò gli affreschi. Tornò a Siena intorno al 1314 per ultimare la Maestà, per poi tornare di nuovo ad Assisi dopo il giugno del 1315. Qui iniziò la seconda fase con la realizzazione di tutti gli affreschi della cappella. Nel 1317 fu chiamato da Roberto d'Angiò a Napoli, ma subito dopo tornò ad Assisi, per ultimare (e in alcuni casi rifare) gli affreschi di santi a figura intera sotto l'arcone di ingresso. I lavori furono compiuti probabilmente entro il 1318.

### Attribuzione e datazione
Gli affreschi della cappella non sono firmati. Né è stata ritrovata una documentazione scritta che permette una loro diretta attribuzione a Simone Martini. L'attribuzione al maestro senese è su base puramente stilistica e comunque trova pareri concordi presso i tanti studiosi che se ne sono occupati. 
Più dibattuta è stata la datazione degli affreschi. Oggi la maggior parte degli studiosi propende per una finestra temporale tra il 1312 e il 1318 circa. Fanno testo, al riguardo, il documento del marzo 1312 che attesta la volontà del committente a costruire la cappella, la visita dello stesso cardinale nella primavera del 1312 a Siena e la cacciata dei Guelfi dalla città di Assisi nel 1319, data entro la quale tutti i lavori ad Assisi dovevano essere completati. 
I lavori, come descritto sopra, si articolarono in tre fasi, con interruzioni in cui l'artista si recò a Siena prima e a Napoli poi, firmando in entrambi i casi due opere nel 1315 (la Maestà) e nel 1317 (San Ludovico di Tolosa che incorona Roberto d'Angiò). La certezza che anche la prima opera a Siena fu realizzata in due fasi con un'interruzione prima del 1315 e la presenza di santi cari alla casata degli Angiò nel sottarco della cappella di Assisi fa ritenere che la terminazione dell'opera di Siena e il compimento di quella di Napoli costituirono momenti di pausa nella realizzazione della cappella di San Martino. Oltre alla presenza di santi cari agli Angiò, l'analisi degli attacchi degli intonaci indica che gli affreschi del sottarco furono gli ultimi ad essere realizzati.

## Descrizione
Le pareti laterali della cappella riportano un ciclo di dieci affreschi sulla vita di san Martino, vescovo di Tours. Il ciclo si legge dal basso verso l'alto partendo dal primo affresco in basso a sinistra. Le scene rappresentate sono le seguenti:
- San Martino divide il mantello con il povero
- Apparizione di Cristo e angeli in sogno a san Martino
- Investitura di san Martino a cavaliere
- Rinuncia di san Martino alle armi
- Visita all'imperatore il cui trono si incendiò
- Resurrezione di un fanciullo
- Messa miracolosa in cui angeli coprirono le braccia del santo sprovviste di mantello (donato a un povero)
- Sogno di sant'Ambrogio durante la messa in concomitanza con la morte di san Martino
- Morte di san Martino
- Funerali di san Martino

Sopra l'arco di ingresso è rappresentato la dedicazione del cardinale a san Martino, mentre sulla parete di fondo, negli sguanci delle tre finestre, sono riportati busti di Santi cavalieri (a sinistra), di Santi vescovi o pontefici (al centro) e di Santi eremiti o fondatori di ordini (a destra). 
Gli otto santi a figura intera che si trovano a coppie sotto l'arcone di ingresso sono Santa Maria Maddalena e santa Caterina d'Alessandria (in basso a destra), Sant'Antonio di Padova e san Francesco (in alto a destra), Santa Chiara e sant'Elisabetta d'Ungheria (in basso a sinistra), San Luigi di Francia e san Ludovico di Tolosa (in alto a sinistra).
Le vetrate delle tre finestre, con figure analoghe a quelle degli sguanci, furono realizzati da Giovanni di Bonino su probabile disegno di Simone Martini, nel 1312-1317.

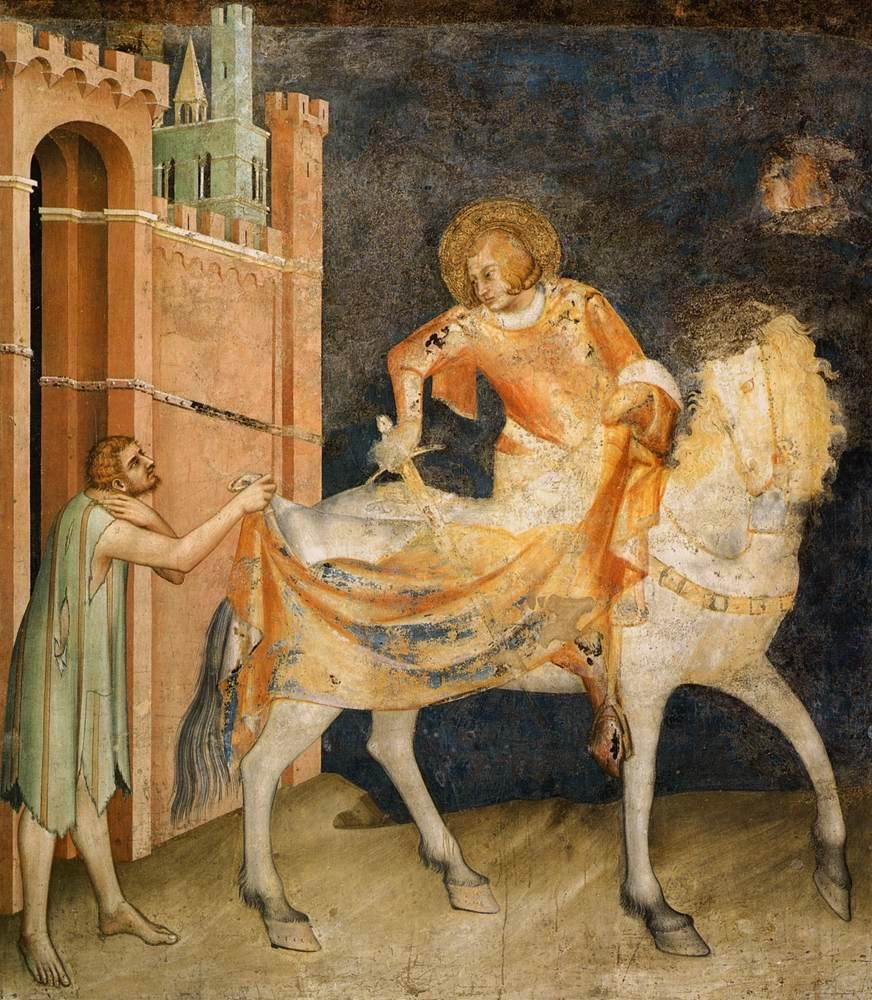
San Martino divide il mantello con il povero
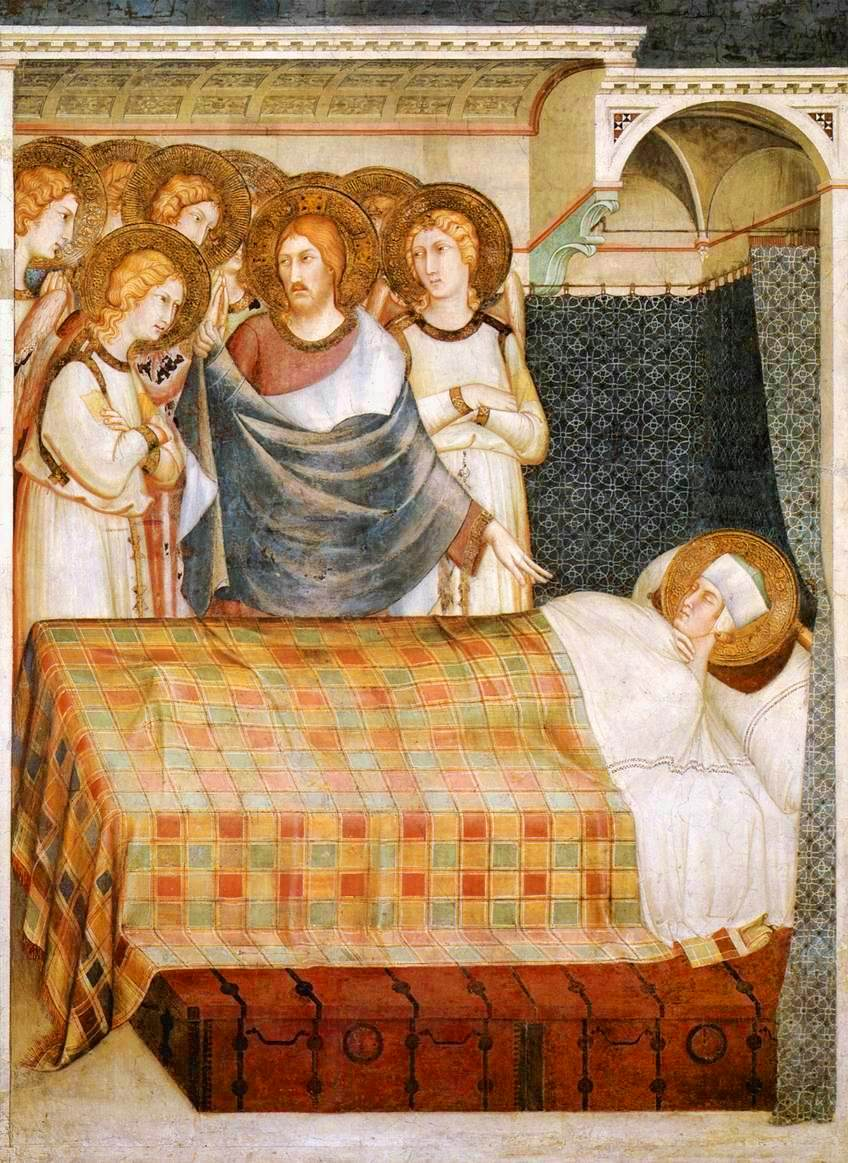
Apparizione di Cristo e angeli in sogno a san Martino
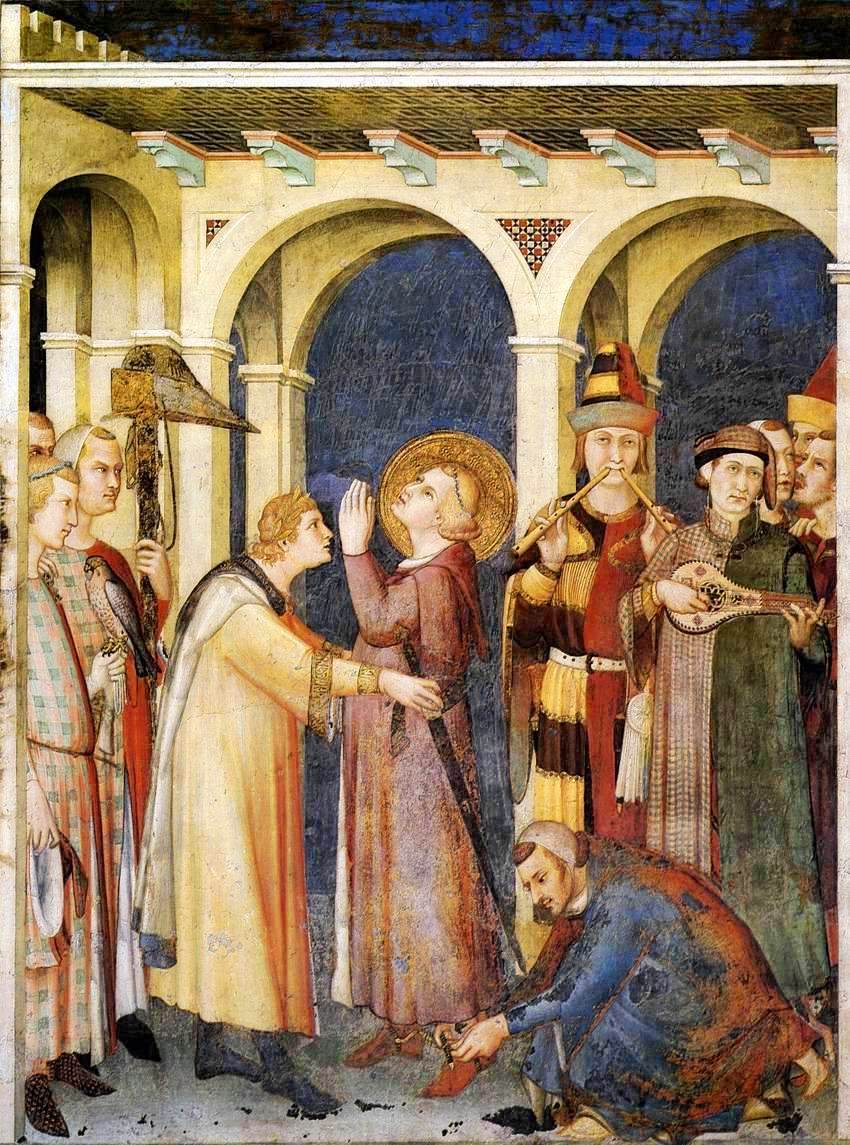
Investitura di san Martino a cavaliere
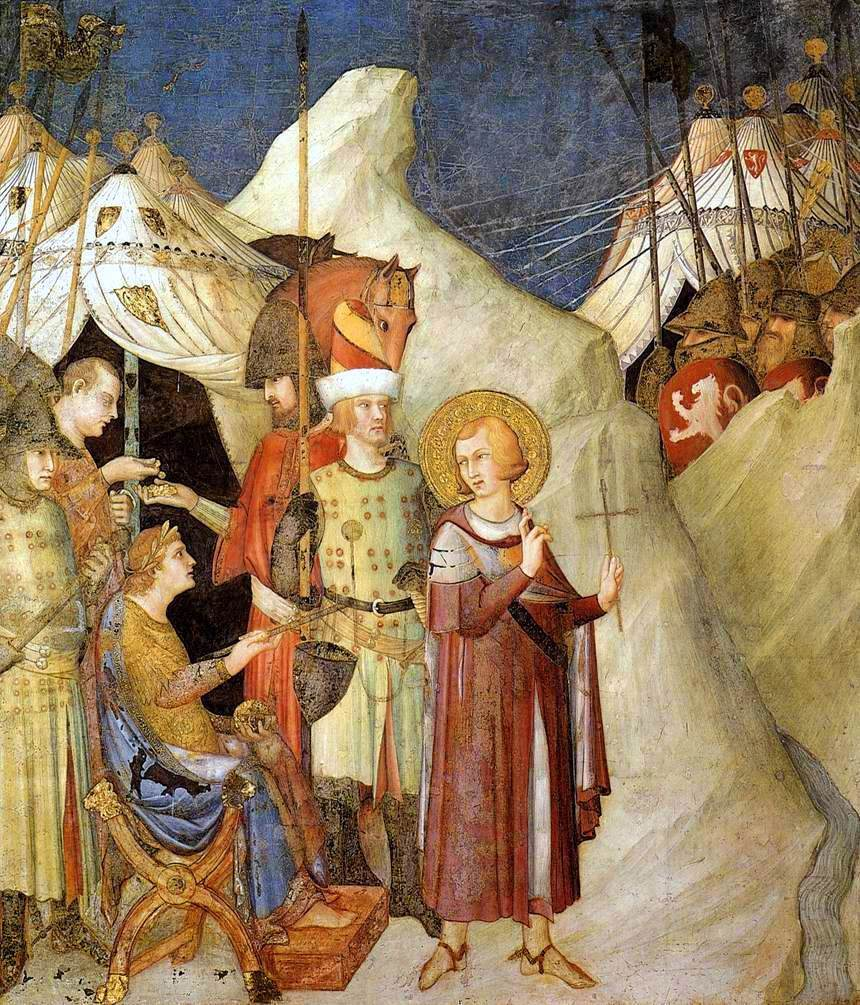
Rinuncia di san Martino alle armi
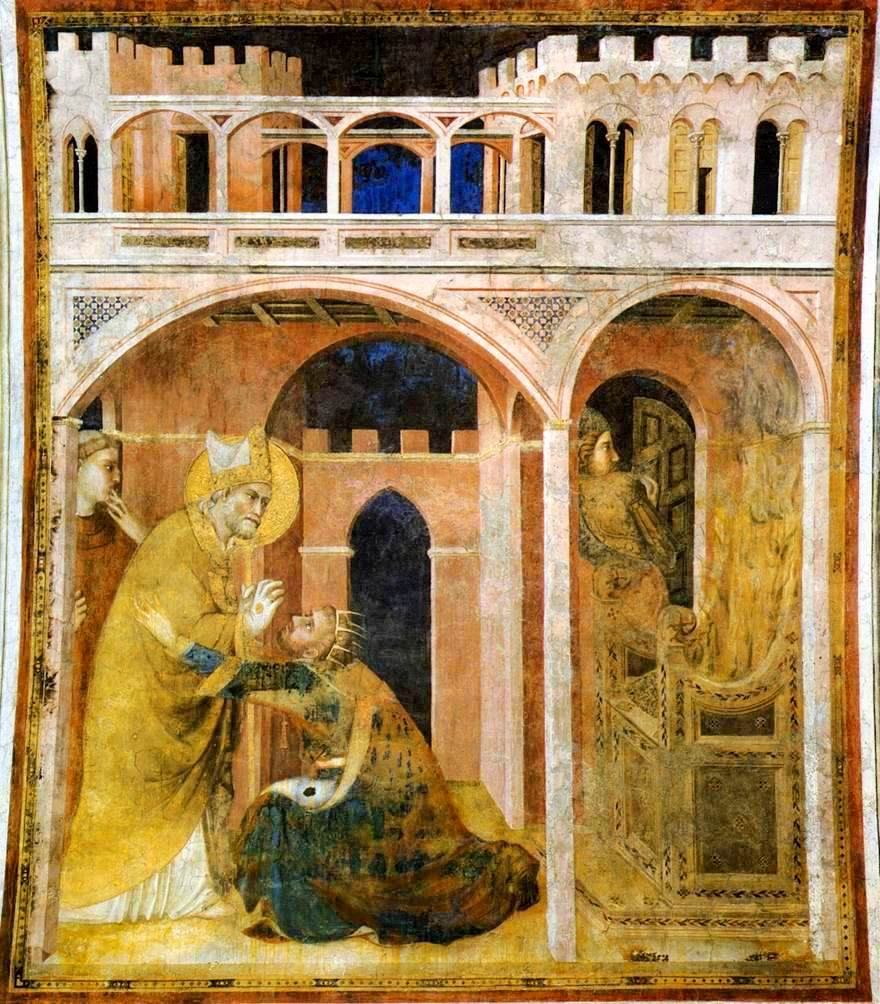
Visita all'imperatore il cui trono si incendiò
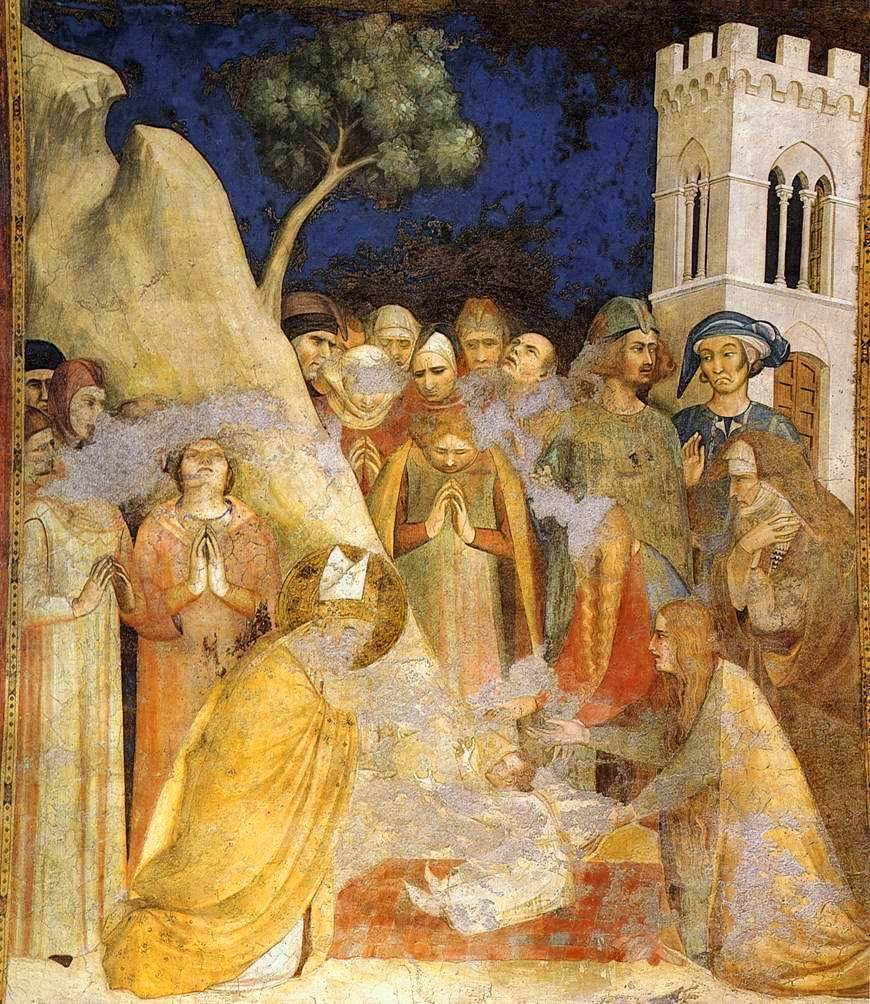
Resurrezione di un fanciullo
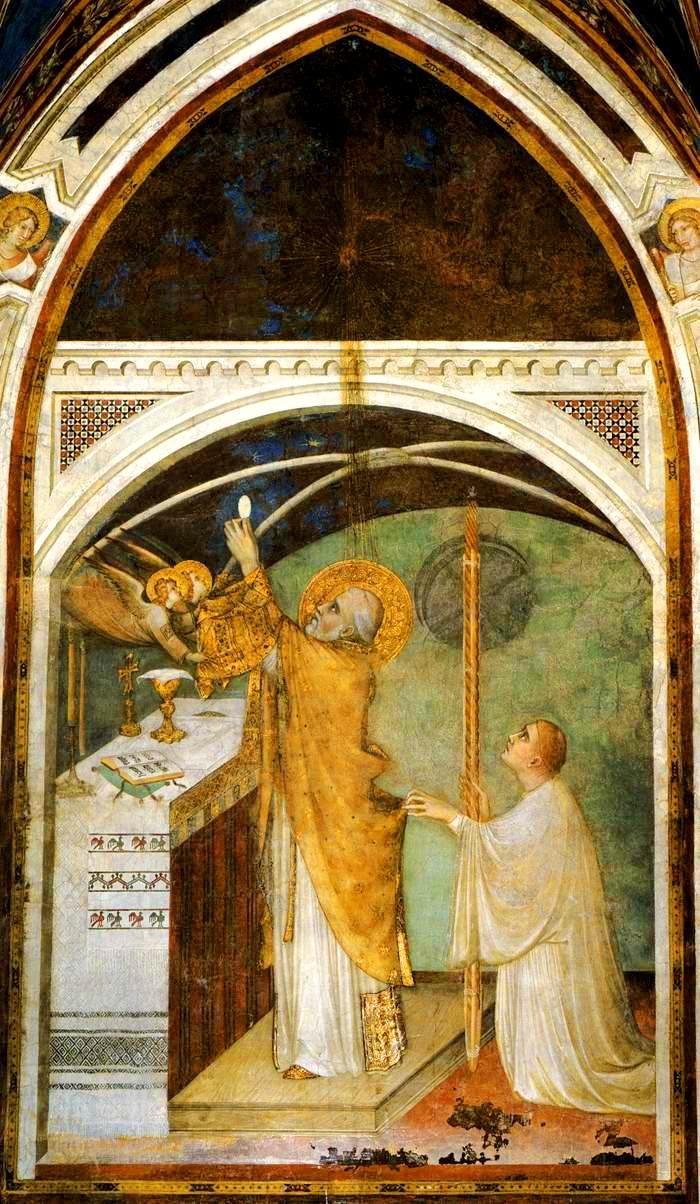
Messa miracolosa in cui angeli coprirono le braccia del santo sprovviste di mantello (donato ad un povero)
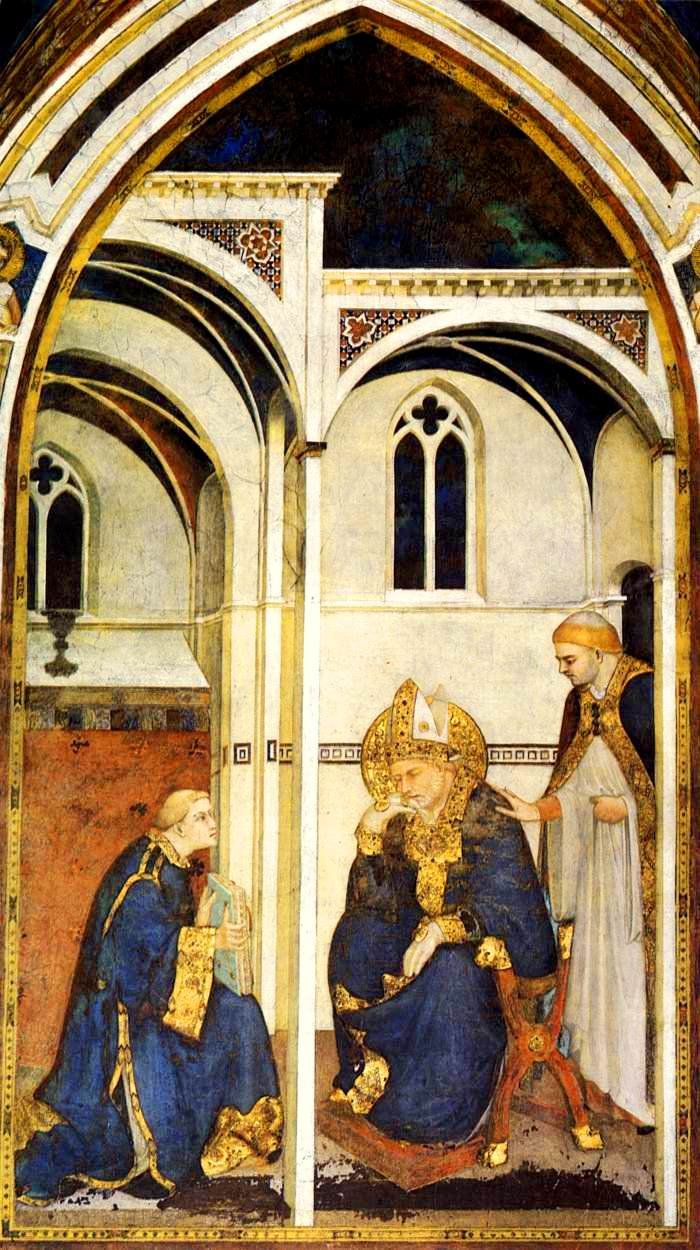
Sogno di sant'Ambrogio durante la messa in concomitanza con la morte di san Martino
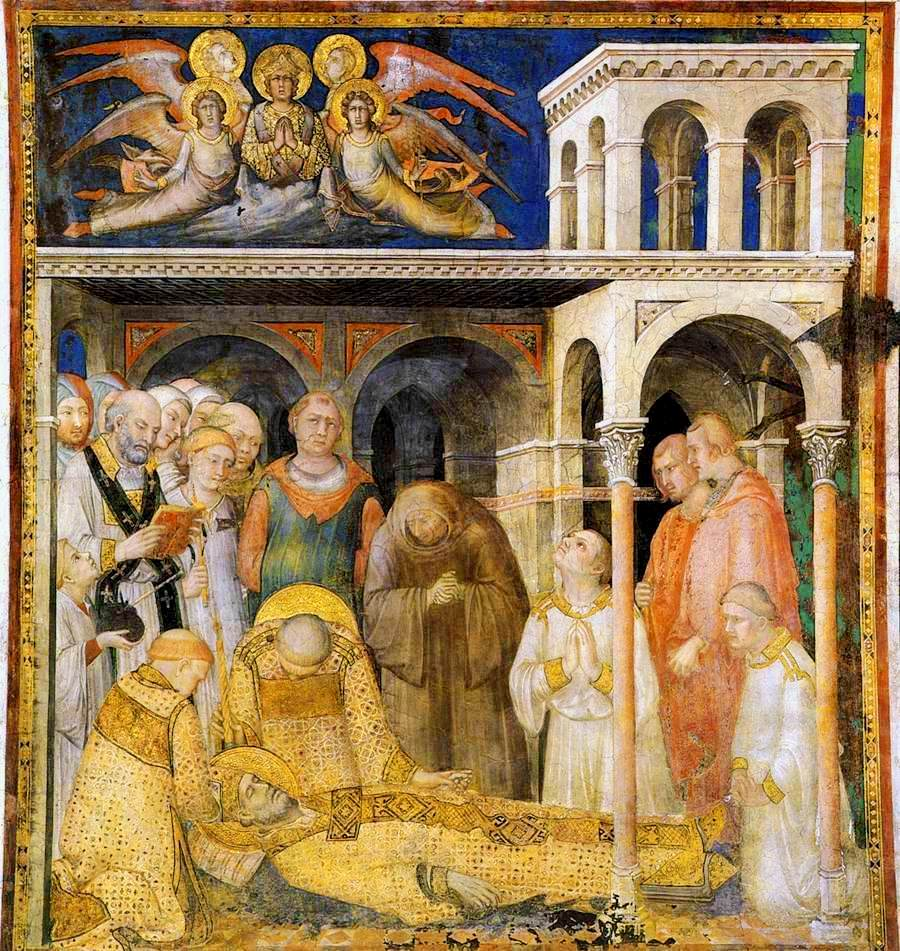
Morte di san Martino
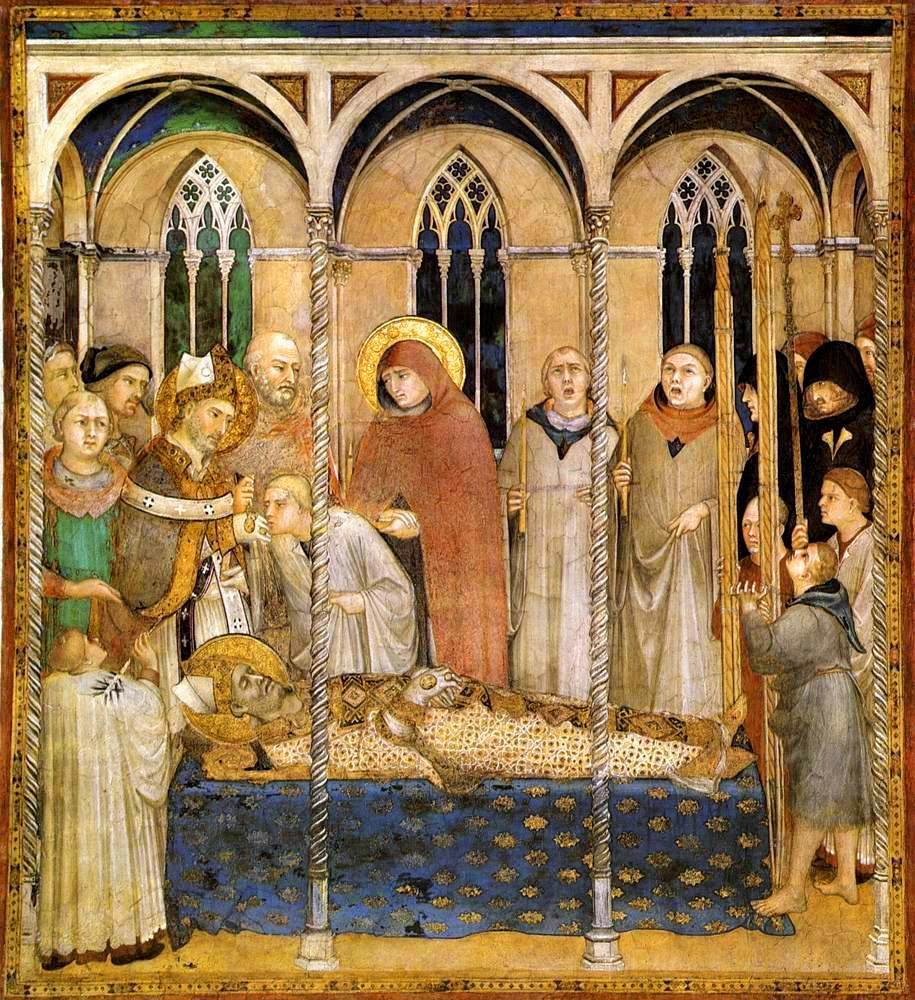
Funerali di san Martino
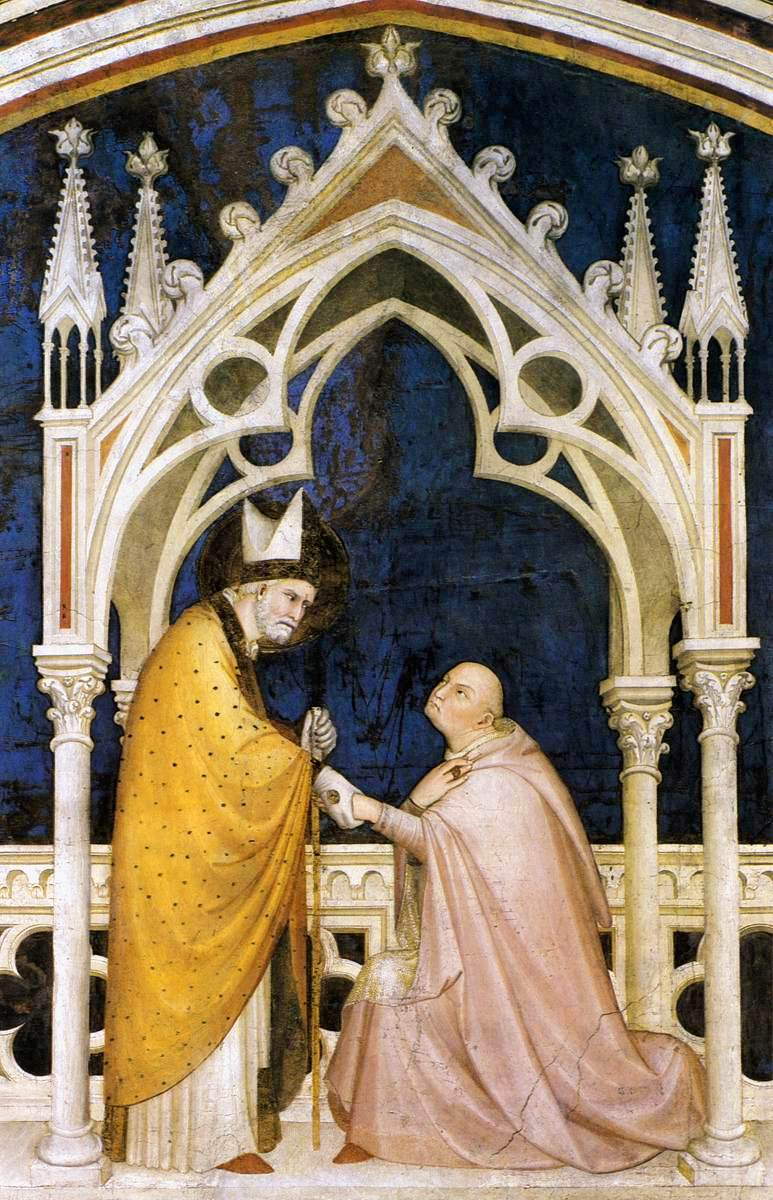
Dedicazione del cardinale Gentile Partino da Montefiore
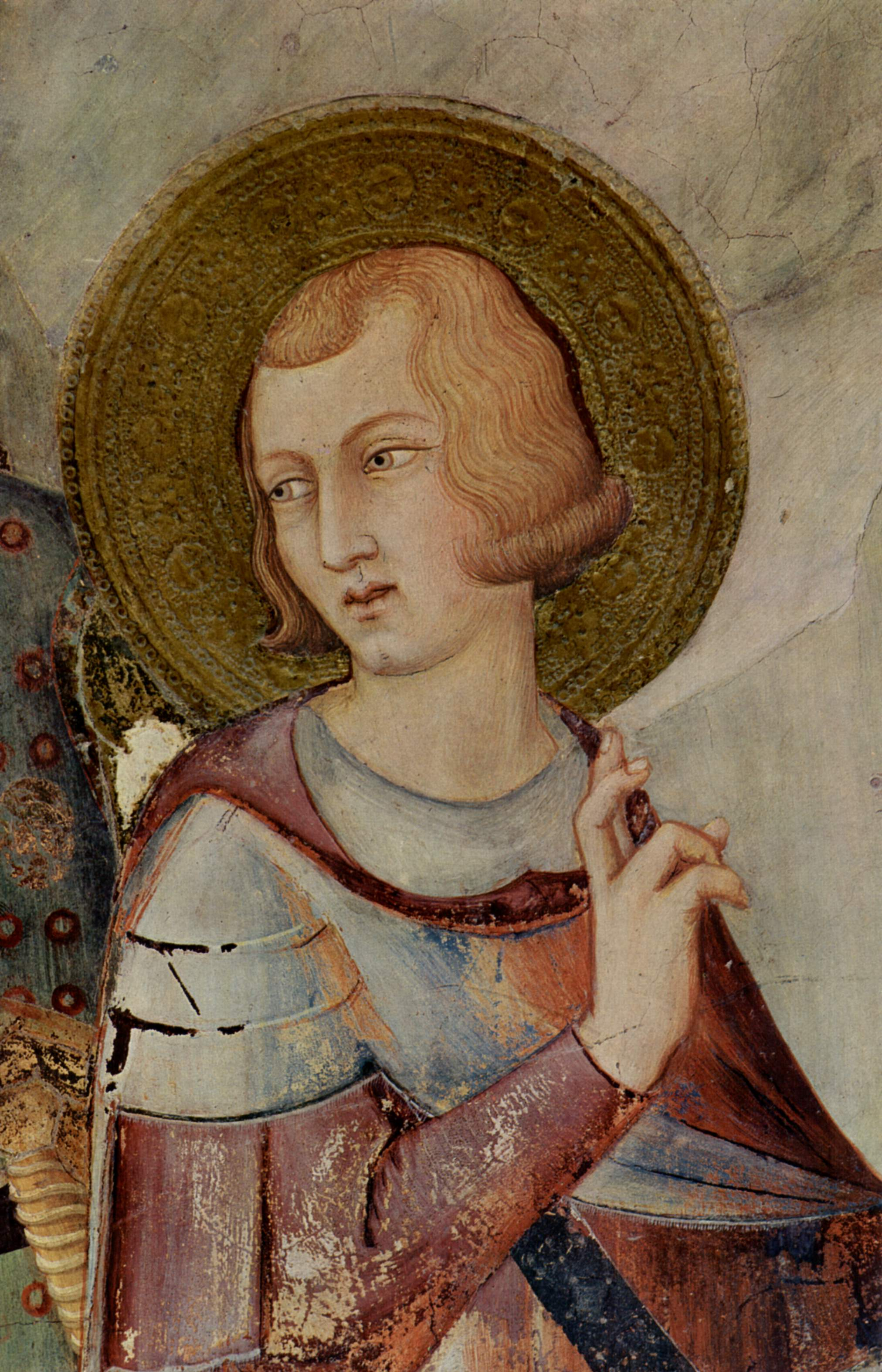
Rinuncia di san Martino alle armi (particolare)
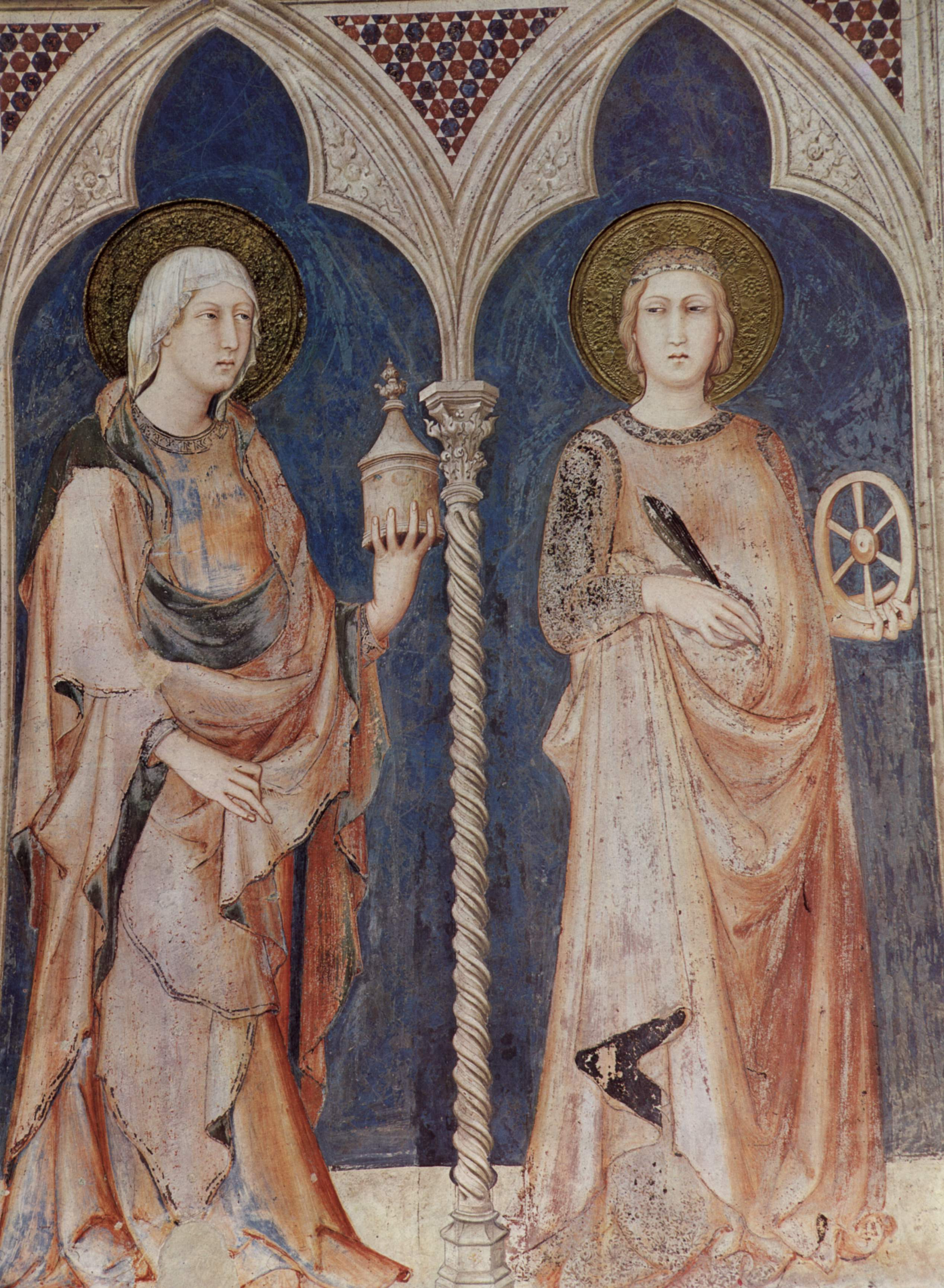
Santa Maria Maddalena e santa Caterina d'Alessandria
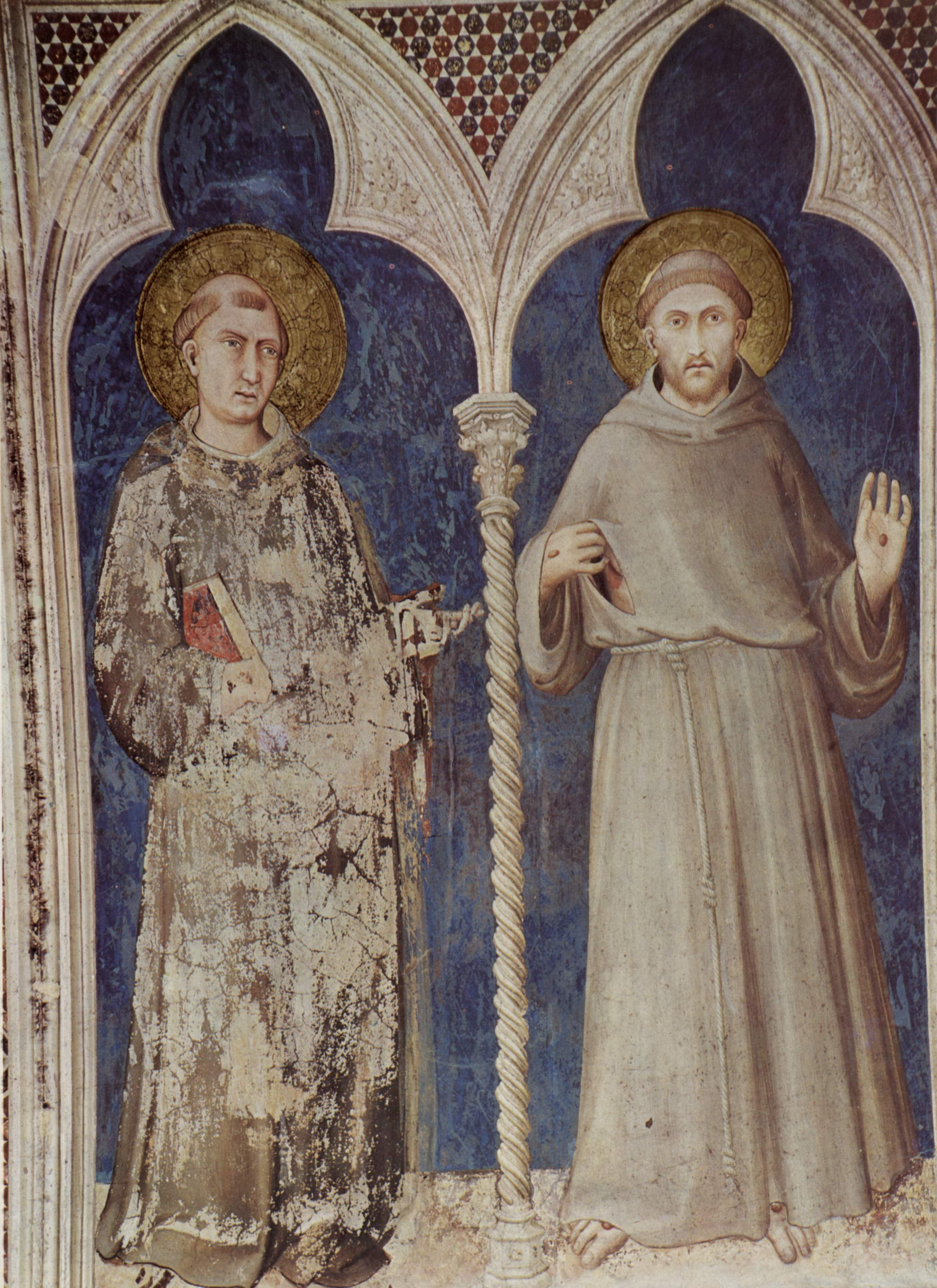
Sant'Antonio di Padova e san Francesco
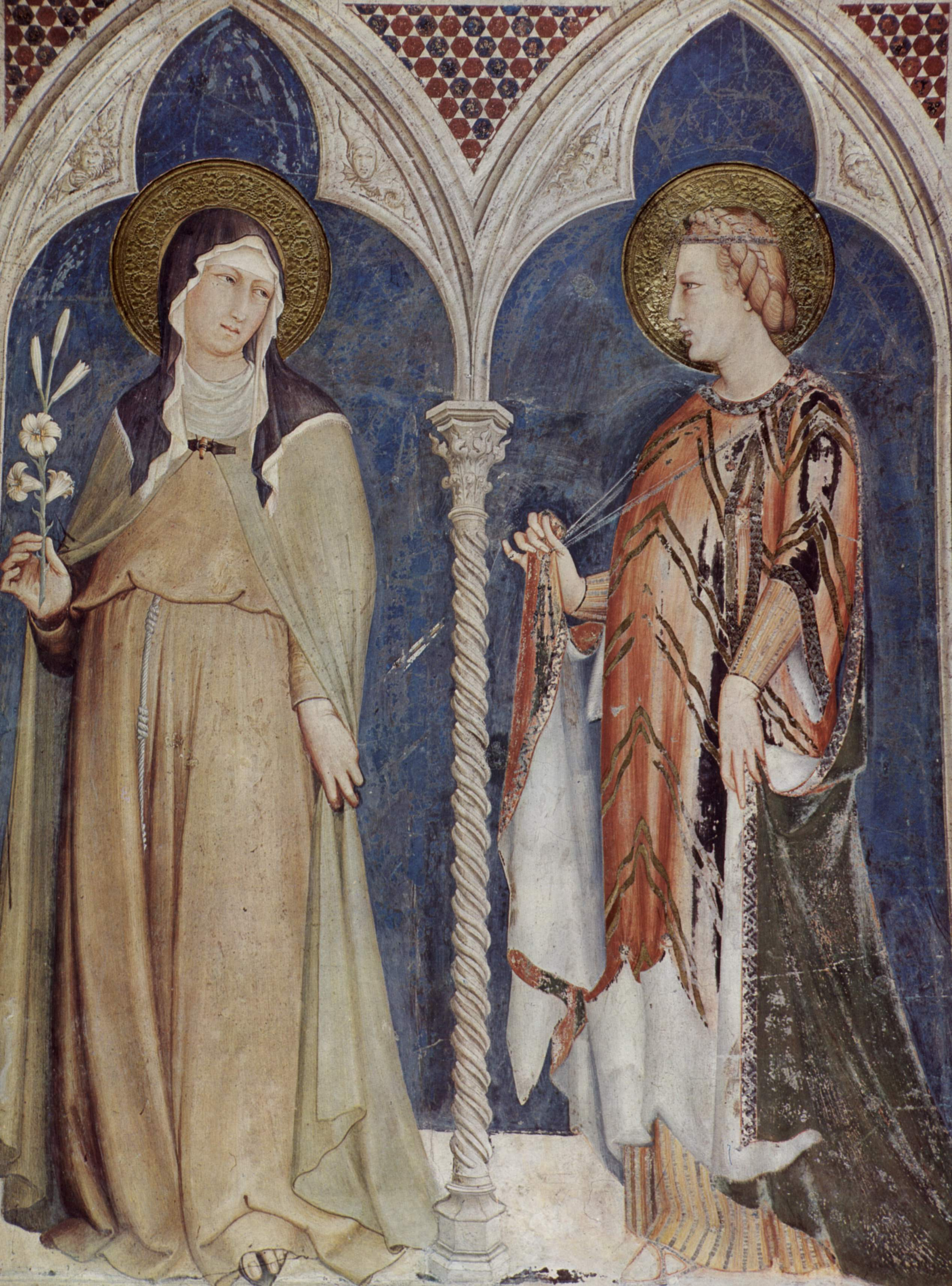
Santa Chiara e santa Elisabetta d'Ungheria
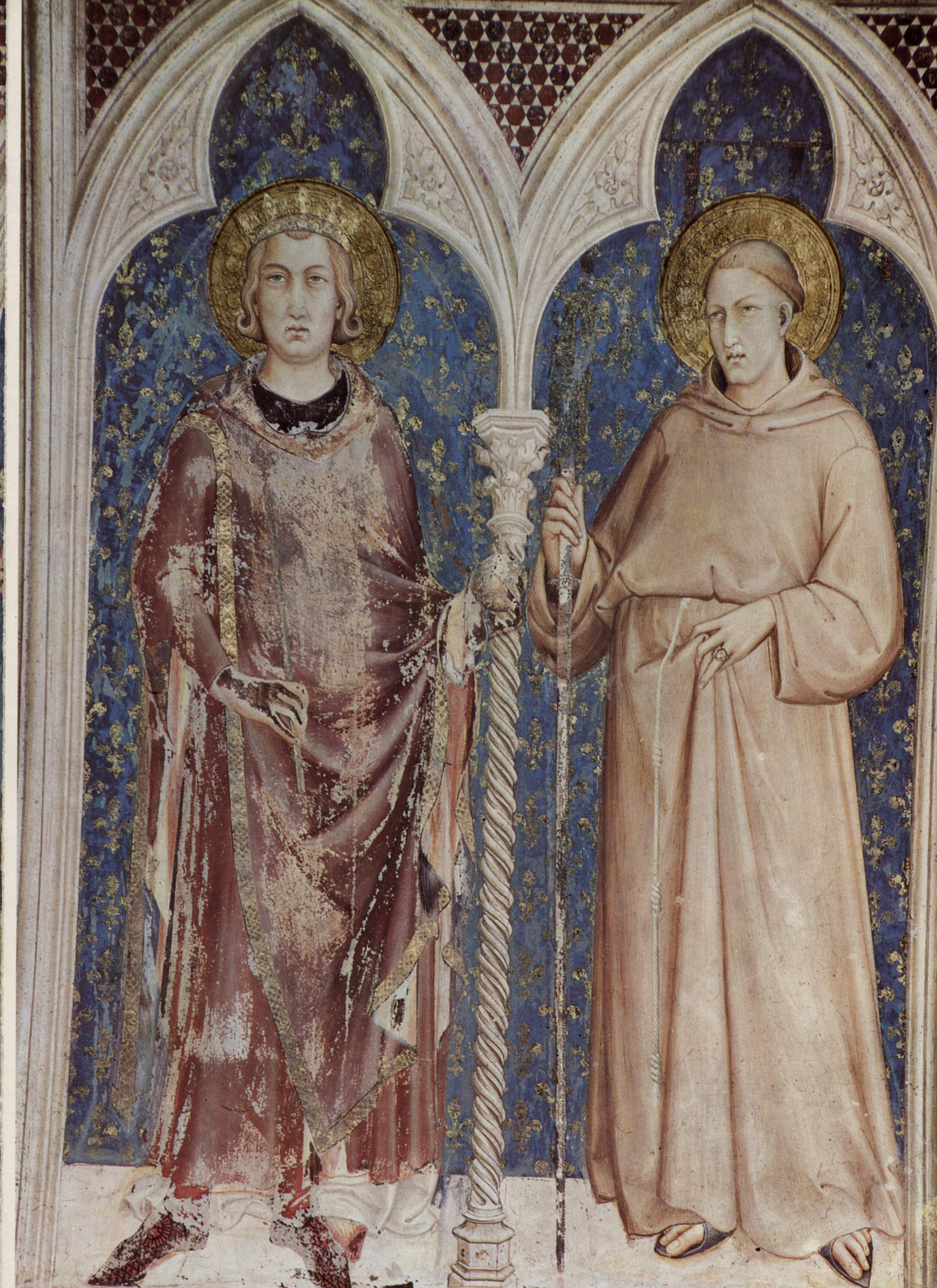
San Luigi di Francia e san Ludovico di Tolosa

### Significato politico e religioso degli affreschi

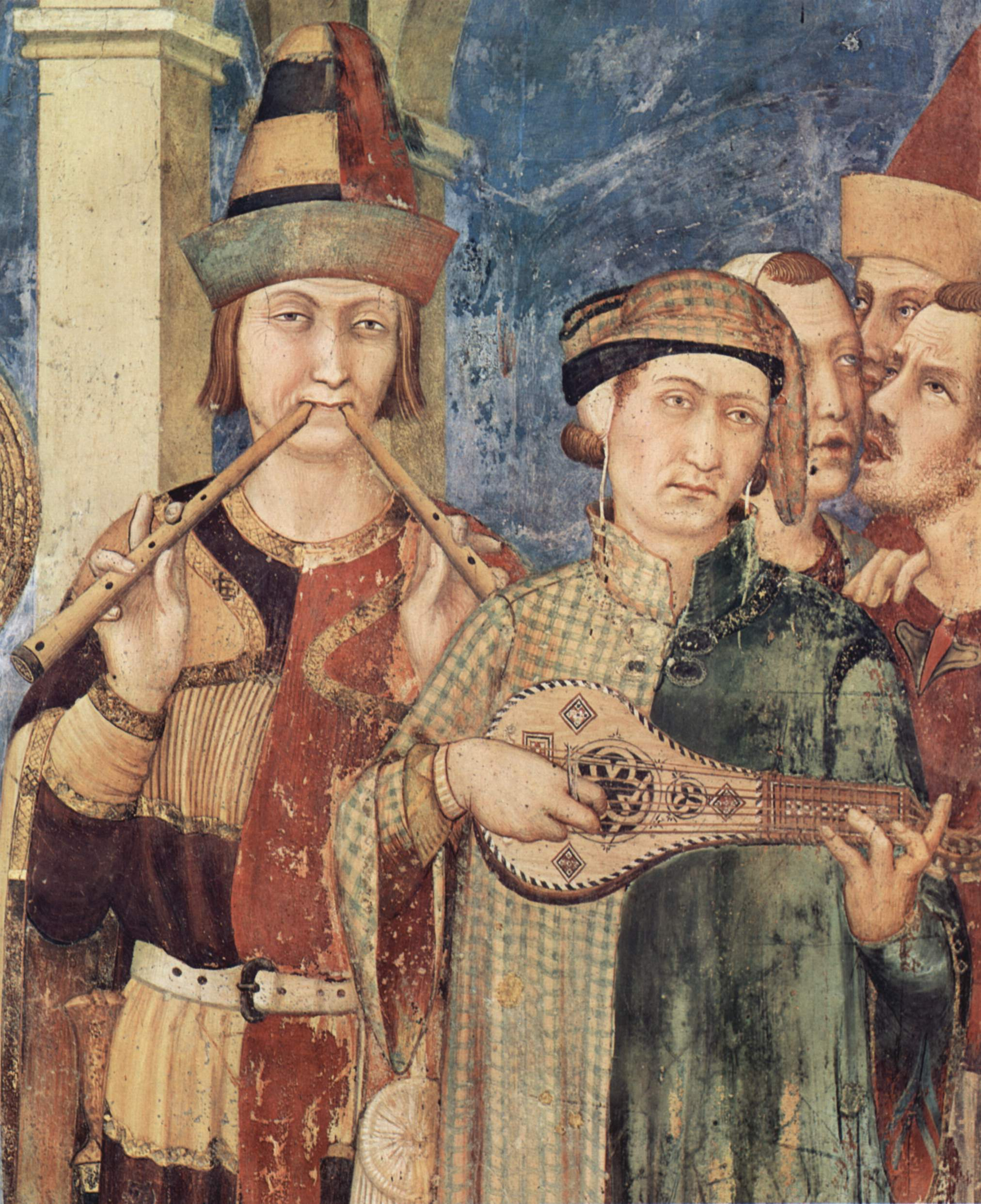
Investitura di san Martino a cavaliere, particolare

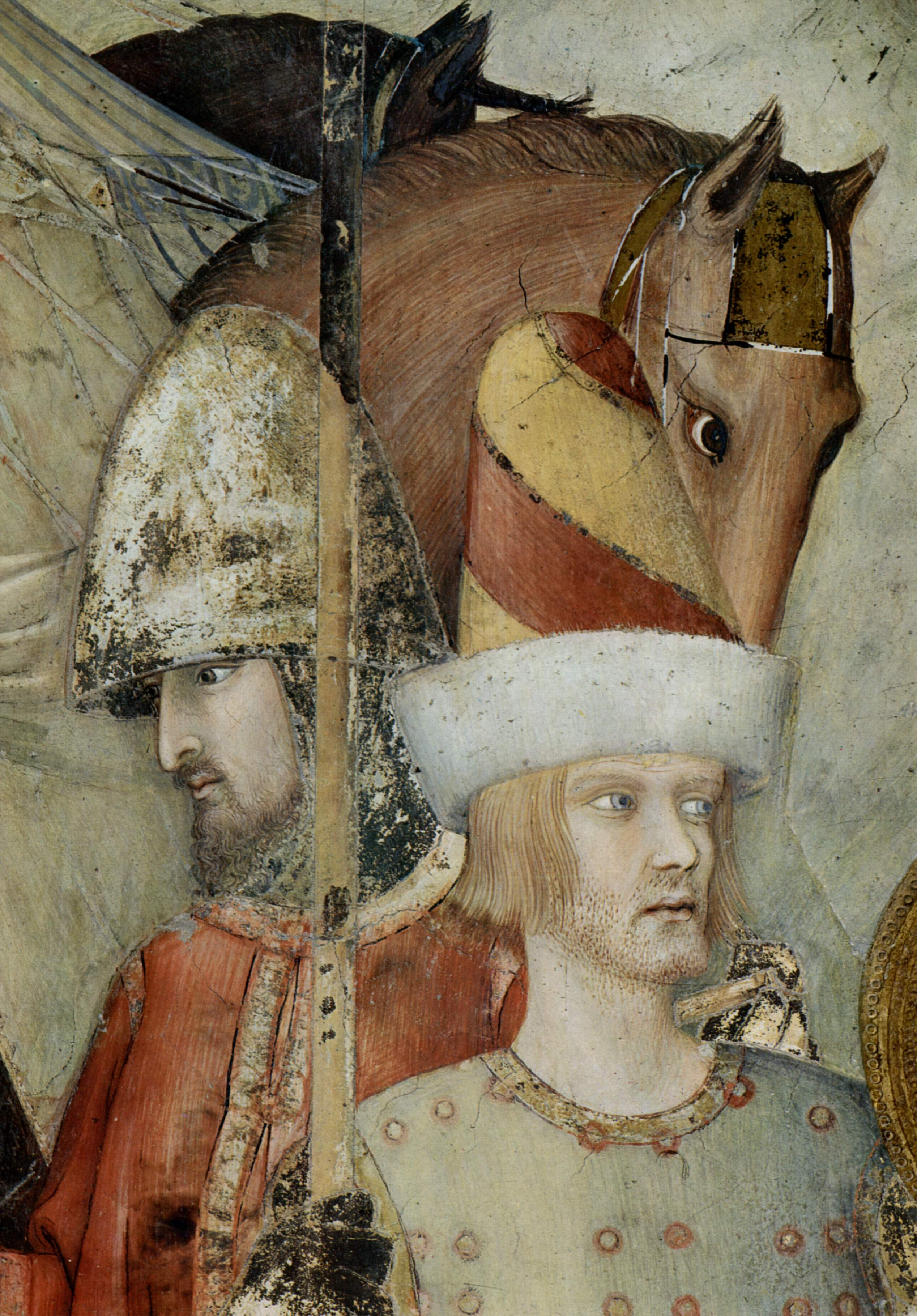
Rinuncia di san Martino alle armi, particolare

Il cardinale Gentile Partino da Montefiore, committente della cappella, era titolare dei santi Silvestro e Martino e per questo volle intitolare la cappella al santo. Da qui il ciclo degli affreschi.
La dedicazione del cardinale al santo è sancita dall'affresco sopra l'arco di ingresso in cui si vede il cardinale anziano che ha lasciato il suo cappello cardinalizio (galero) sulla balaustra per inginocchiarsi al cospetto del santo. Le tre schiere di santi a mezzo busto presenti sulla parete di fondo della cappella negli sguanci delle tre finestre (Santi cavalieri, Santi vescovi o pontefici e Santi eremiti e fondatori di ordini) vogliono rappresentare le tre diverse fasi della vita di san Martino che da cavaliere diventò Vescovo di Tours e quindi fondò monasteri.
Gli otto santi sotto l'arco di ingresso sono un omaggio all'ordine francescano (nelle figure di san Francesco, e dei due santi francescani Antonio di Padova e Ludovico di Tolosa), al corrispondente femminile di Assisi (santa Chiara), ai santi che, come san Martino, affrontarono una vita di penitenza ma anche di castità (santa Caterina d'Alessandria e santa Maria Maddalena) e infine a santi della casata degli Angiò di Napoli, presso cui Simone Martini si era recato nel 1317 prima di ultimare proprio questi affreschi (san Luigi di Francia, san Ludovico di Tolosa e santa Elisabetta d'Ungheria). Fu proprio questa visita a Napoli che fu decisiva per questi ultimi affreschi del sottarco di ingresso. Gli attuali san Luigi e sant'Elisabetta d'Ungheria andarono infatti a sostituire i preesistenti san Nicola di Bari e sant'Orsola dello stesso Martini. Il francescano e poi vescovo di Tolosa san Ludovico, canonizzato proprio nel 1317 e quindi di grande impatto politico per la casata degli Angiò, andò a sostituire sant'Antonio di Padova. E infatti colpisce il semplice saio francescano del San Ludovico, laddove Simone Martini lo rappresentò in altre occasioni con la mitra (copricapo) e piviale (mantello) a rivelare il saio sottostante: il san Ludovico di questa cappella è chiaramente un riadattamento di un preesistente sant'Antonio. E siccome un santo popolare e francescano come sant'Antonio non poteva mancare ad Assisi, Simone decise di farne un altro sostituendo un precedente san Martino. Le figura di san Martino e san Nicola sono ancora visibili in tracce sotto gli affreschi attuali. Nel complesso, gli otto santi del sottarco costituiscono un ciclo autonomo riprogettato dopo l'incontro di Simone Martini con la casata degli Angiò, una celebrazione della casata stessa e dell'ordine francescano, cui il neo-santo angioino San Ludovico apparteneva.
Una curiosità riguarda la scena di Rinuncia di san Martino alle armi. L'imperatore che lancia il suo sguardo severo e punta il suo scettro verso il santo accusandolo di viltà è, con ogni probabilità, Federico II di Svevia, imperatore del Sacro Romano Impero, come si evince dallo stemma dell'aquila nera sul suo accampamento. San Martino sembra incamminarsi comunque verso il nemico ma con la sola croce, rispondendo in questo modo alle accuse di viltà. In questo modo si vuole caricare l'imperatore di un significato negativo. Non è un caso che il nemico, asserragliato dietro le rocce, abbia le insegne del leone rampante su fondo rosso, simbolo del capitano del popolo della città di Siena. In questo contesto la città di Siena, che in questi anni stava fronteggiando proprio l'imperatore Arrigo VII del Sacro Romano Impero, assume invece un valore positivo.

## Stile
Lo stile di Simone Martini in questi anni è realistico e oltretutto raffinato nei modi con cui vengono raffigurati i personaggi, i loro volti, le loro posture, il tocco delle loro mani. Simone è estremamente abile nella resa di linee fisionomiche dei volti a dare personaggi naturalistici, veri, tutt'altro che stereotipati. Ciò si nota proprio nei volti dei personaggi secondari degli affreschi quali i musici di corte nella scena dell'Investitura del santo a cavaliere o della guardia che svetta tra l'imperatore e il santo nella scena della Rinuncia alle armi o ancora nel volto del personaggio perplesso nella scena del Miracolo del fanciullo risuscitato. Il realismo lo si nota anche dalla cura con cui sono raffigurati tessuti e oggetti. Simone è un pittore cortese, laico anche nella rappresentazione di soggetti religiosi, quasi cavalleresco.
In questi affreschi Simone mostra anche di ricevere l'influenza di Giotto, che proprio in questi anni stava affrescando il transetto destro della stessa basilica. Risultati di quest'influenza sono la collocazione delle scene in contesti architettonici resi con un'opportuna resa prospettica e una maggiore attenzione per le vere fonti di luce nella resa dei chiaroscuri. Le volumetrie dei santi a figura intera del sottarco di ingresso, gli ultimi affreschi realizzati da Simone in ordine cronologico in questa cappella, sono un ulteriore avvicinamento allo stile di Giotto. Tuttavia Simone non si adeguò passivamente alla scuola fiorentina, anzi è chiara una divaricazione tra il suo modo di dipingere e quello giottesco a partire dallo stesso tema dei dipinti: non le storie di un santo popolare come san Francesco, ma un raffinato santo cavaliere, del quale Simone sottolineò alcuni aspetti cortesi della leggenda. Per esempio nella famosa scena dell'Investitura di san Martino, l'azione è ambientata in un palazzo, con i musici di corte magnificamente abbigliati e con un servitore con tanto di falcone da caccia in mano. Il contesto di Simone è più fiabesco e assolutamente notevole è lo studio realistico dei costumi e delle pose; l'individuazione fisionomica nei volti non ha pari in tutta la pittura dell'epoca, Giotto compreso. Anche la resa cromatica beneficia di un maggior repertorio di tinte.
In sintesi, con questi affreschi Simone si confermò come pittore laico, cortese, raffinato. Fu in questi anni che si concretizzò la sua capacità di ritrarre fisionomie naturali, gettando le basi per la nascita della ritrattistica.